# Пројекат Гутенберг
Пројект Гутенберг, назван по проналазачу технике штампања у Европи Јохану Гутенбергу, је пројекат који је започео Мајкл Харт 1971. године, са циљем да све књиге које су у јавном власништву пребаци у електронски облик. То је урадио са два циља:
- да их се на тај начин сачува, будући да папир труне
- да буду доступне преко интернета свакоме кога занимају.

У октобру 2017. године, на пројекту је доступно преко 54.000 бесплатних књига. На пројекту раде многи волонтери и свако ко жели, може да се прикључи пројекту. Да би неко учествовао у пројекту не мора имати ни књиге, ни скенер, ни ОЦР софтвер, довољна је добра воља. 
Године 2000. Чарлс Франкс покренуо је Projekt Gutenberg Distributed Proofreaders интернет странице, путем којих се може online помоћи пројекту. У претраживачу, након регистрације, појављује се прозор у коме се види скенирана слика странице, а доле препознат текст (могући layout је такође слика лево, текст десно за оне са већим резолуцијама). 
Крајем 2004. године пројекат је имао око 14.000 чланова, а они дневно „одраде“ просечно 5.000 страница. У октобру 2007. године, било је доступно преко 22.000 наслова. 
Са пројекта се преузима 2.000.000 књига месечно.